# Fauna da Suécia

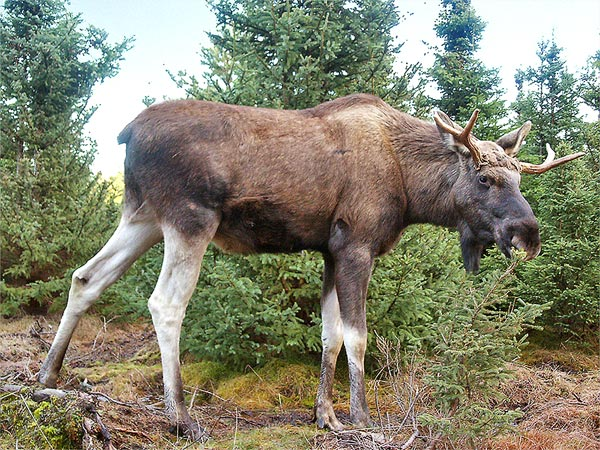
Um alce.

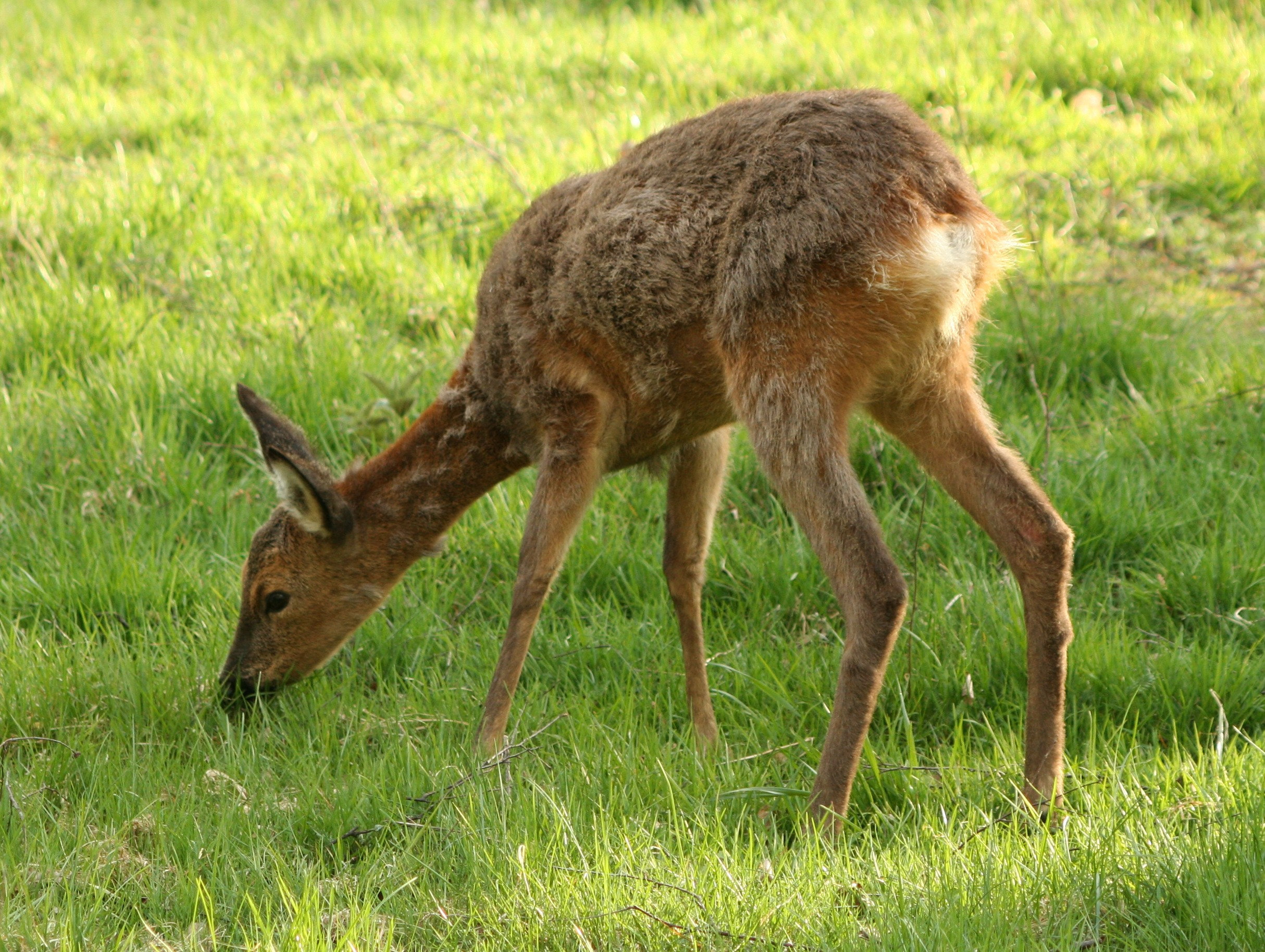
Uma corça.

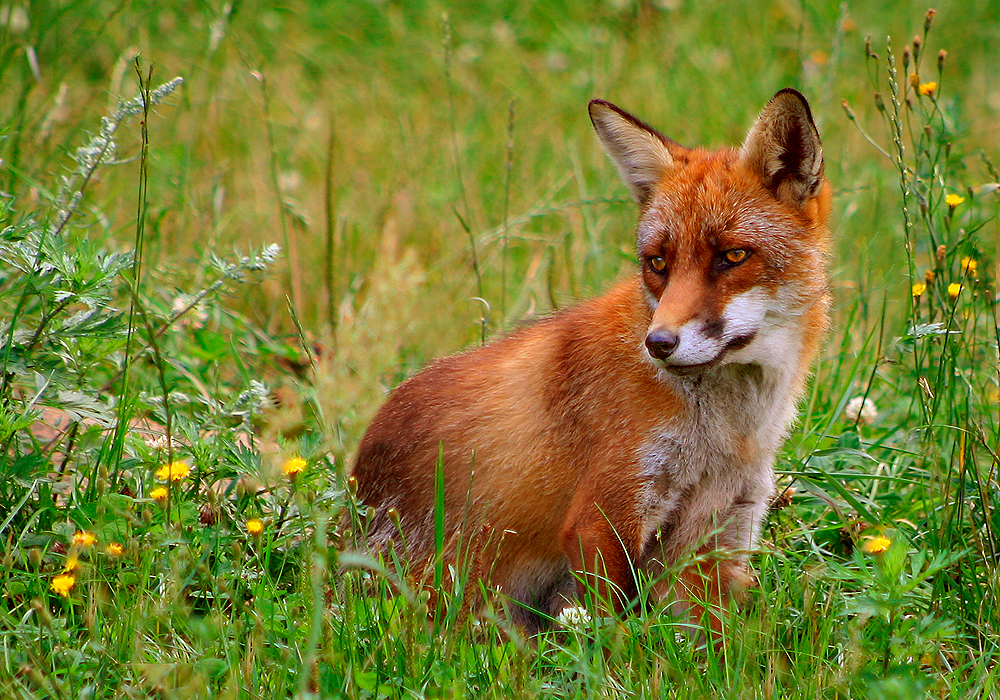
Uma Raposa

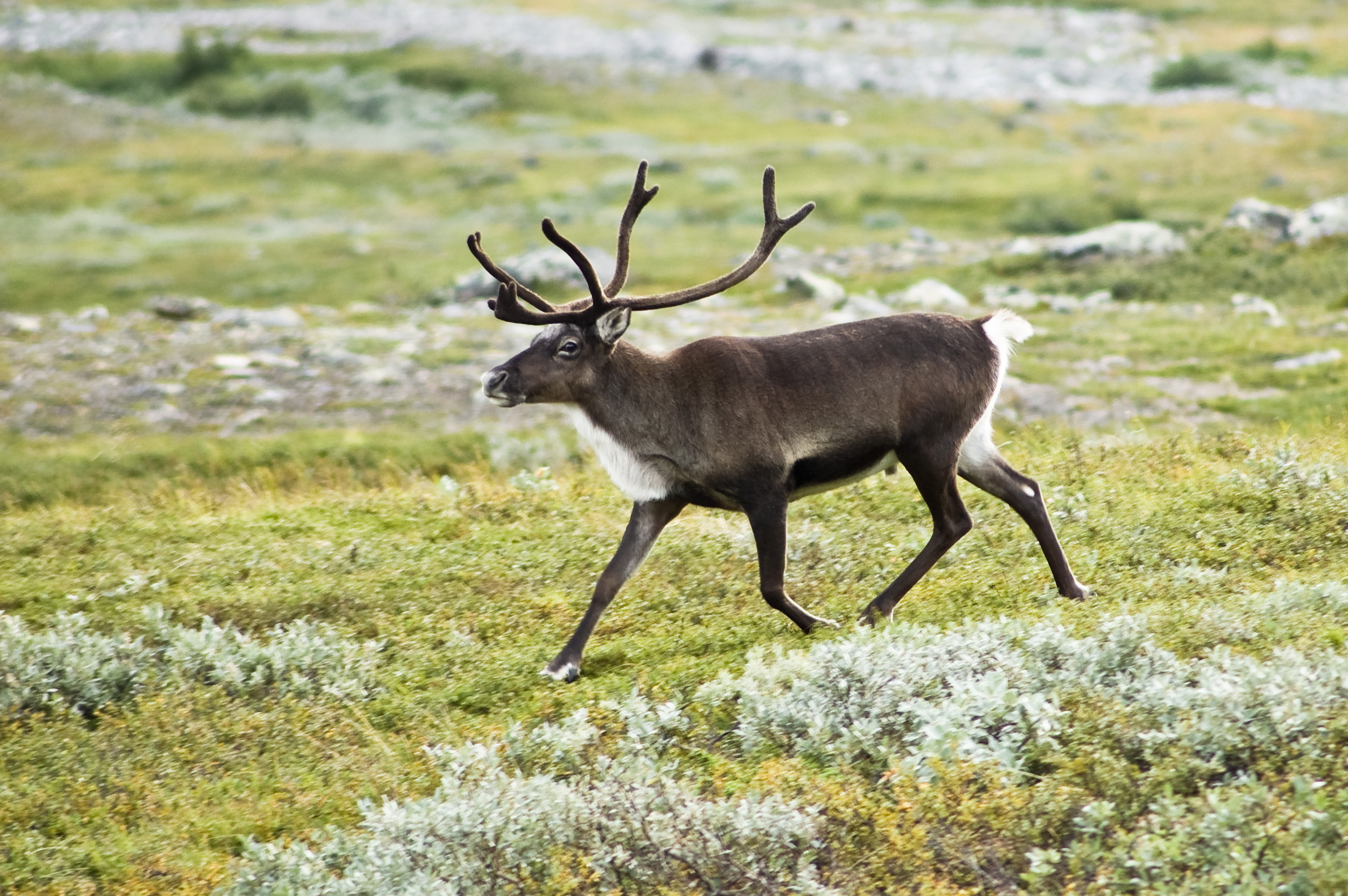
Uma rena na Lapónia sueca.

A Fauna da Suécia  envolve as espécies animais distribuídas pelo território sueco.

## Animais selvagens
Mamíferos

Num dia de inverno, com a natureza coberta de neve, é frequente encontrar pegadas de animais, que pela sua timidez não são visíveis aos observadores humanos.

Entre outras espécies, que deixam vestigios discretos, estão o alce, a corça, a raposa, o urso-pardo, o javali, o lobo, o lince, a lebre, o esquilo e o veado.

Igualmente estão presentes, o texugo, o castor, a lontra, o glutão, o rato-castanhoe o cão-mapache.

Nas montanhas não florestadas e nas pastagens de floresta do norte, sempre acompanhadas pelos lapões, as renas fazem parte da paisagem local.

Nas águas frias das costas do país, abundam as focas e as toninhas.

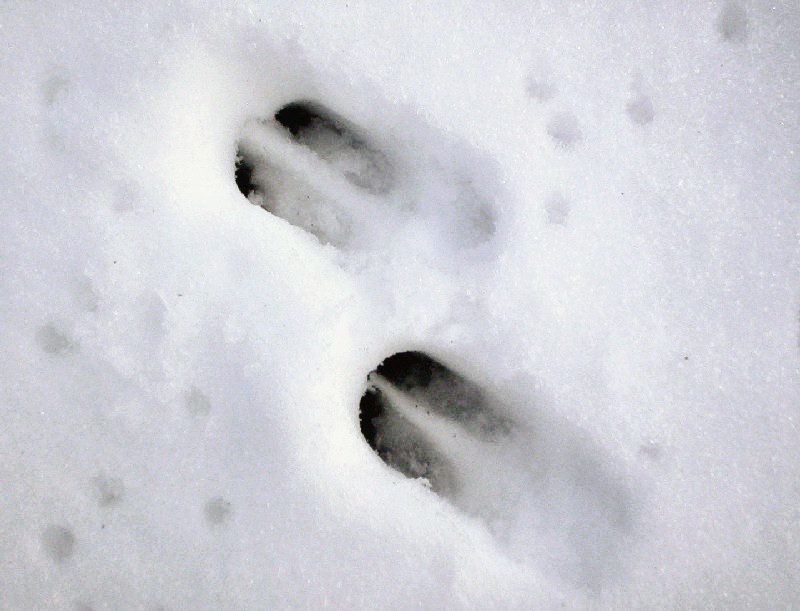
Pegadas de corça
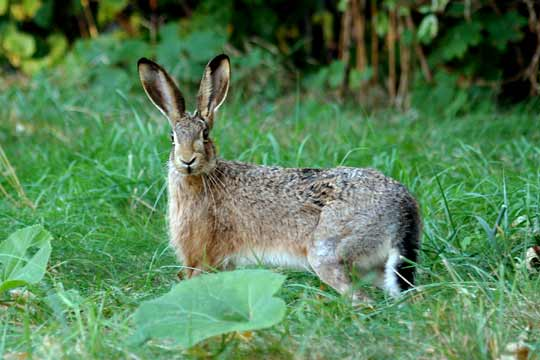
Uma lebre
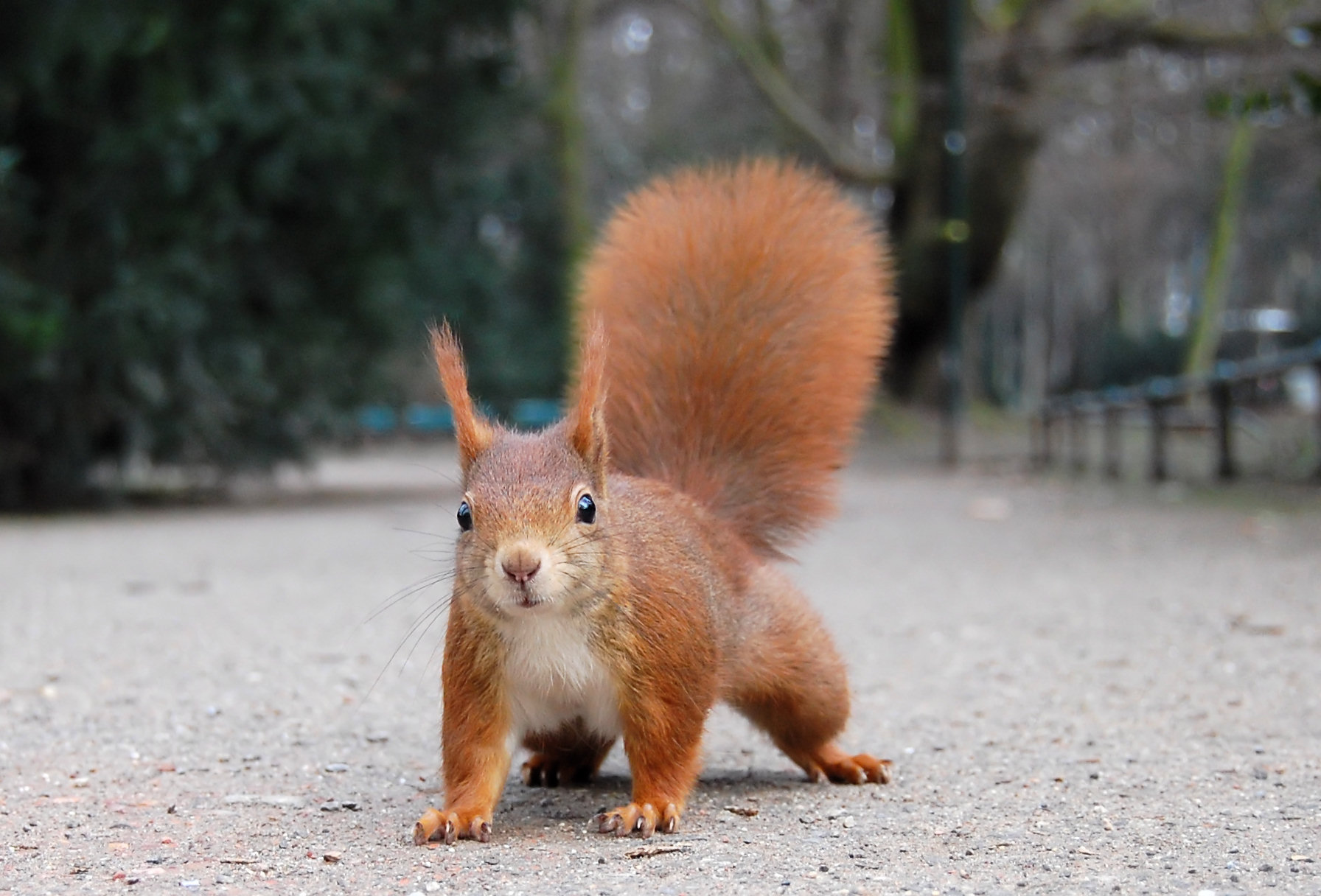
Um esquilo
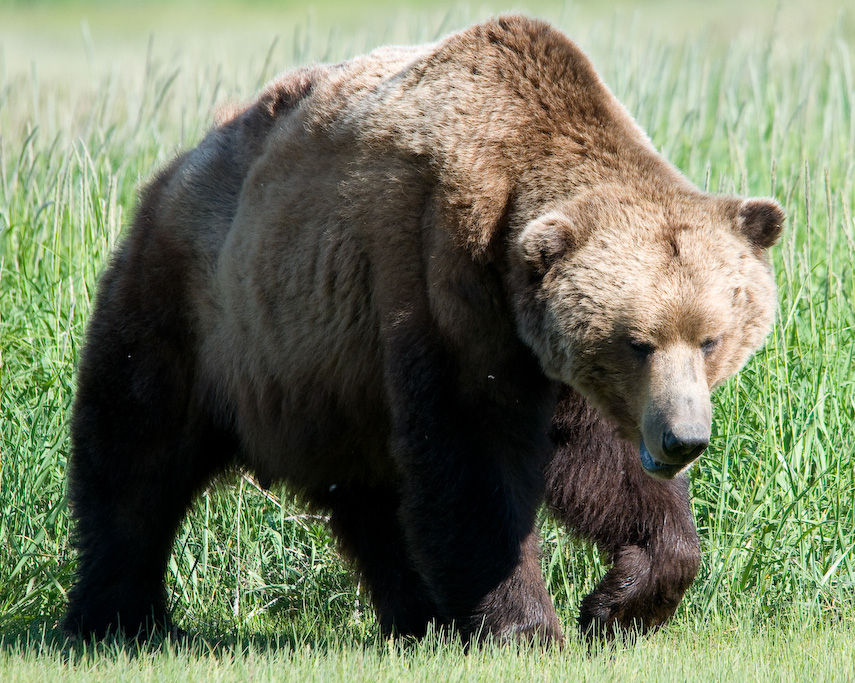
Um urso-pardo

Aves

Durante um passeio ao ar livre, vê-se com frequência chapins-reais, chapins-azuis e pardais, para além das gralhas, dos gaios e dos piscos. Outras aves típicas do país, são o andorinhão-preto, o falcão-peregrino e a andorinha do ártico.

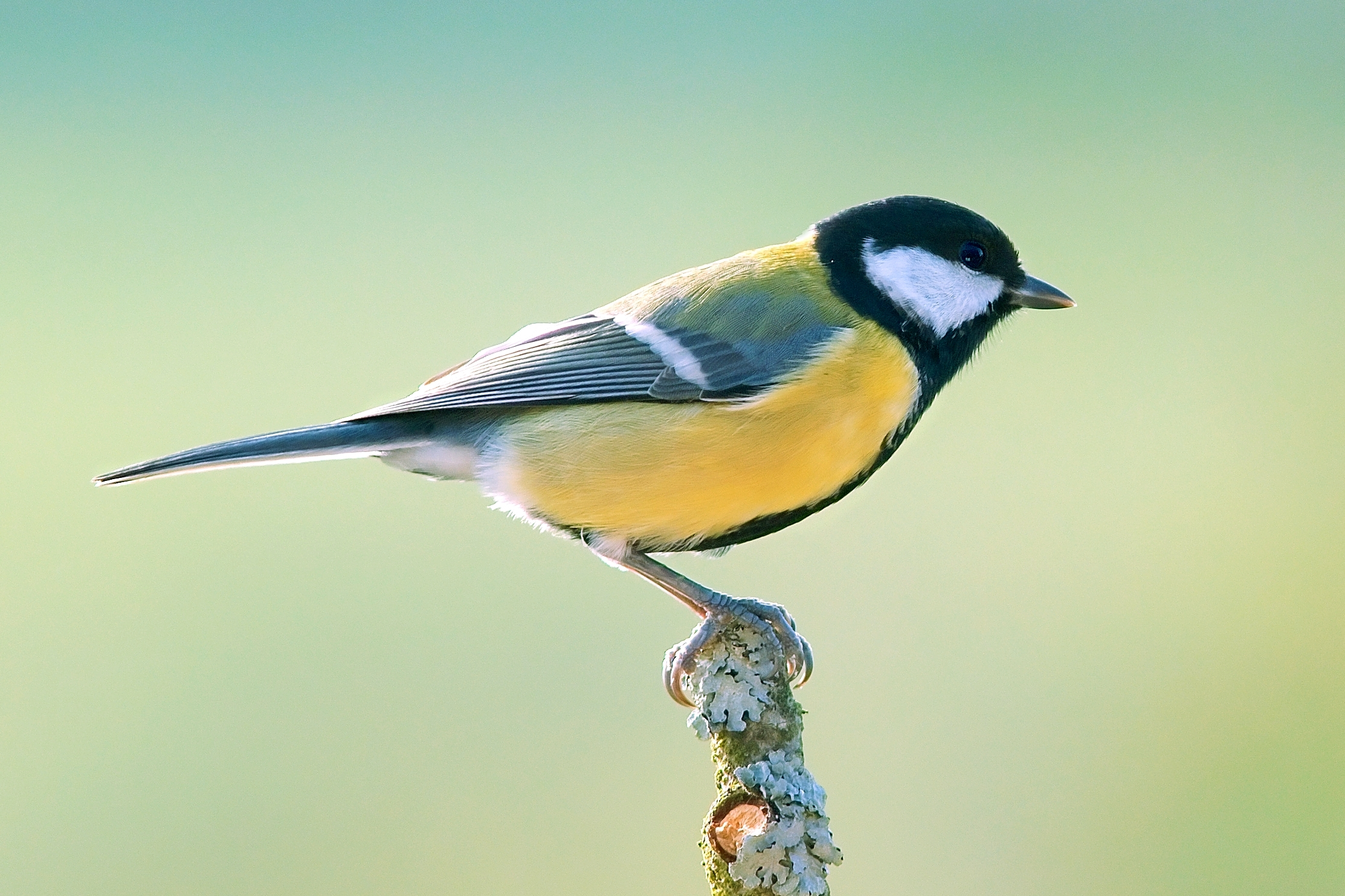
Um chapim-real
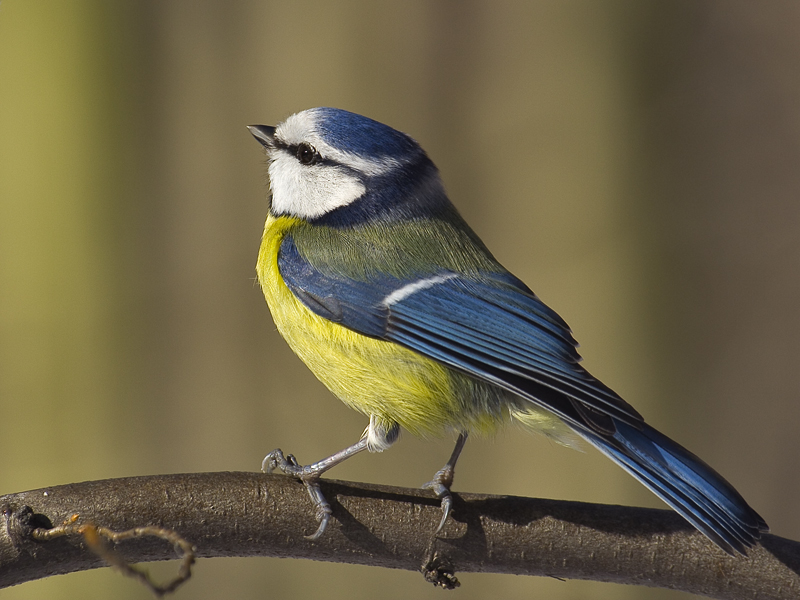
Um chapim-azul
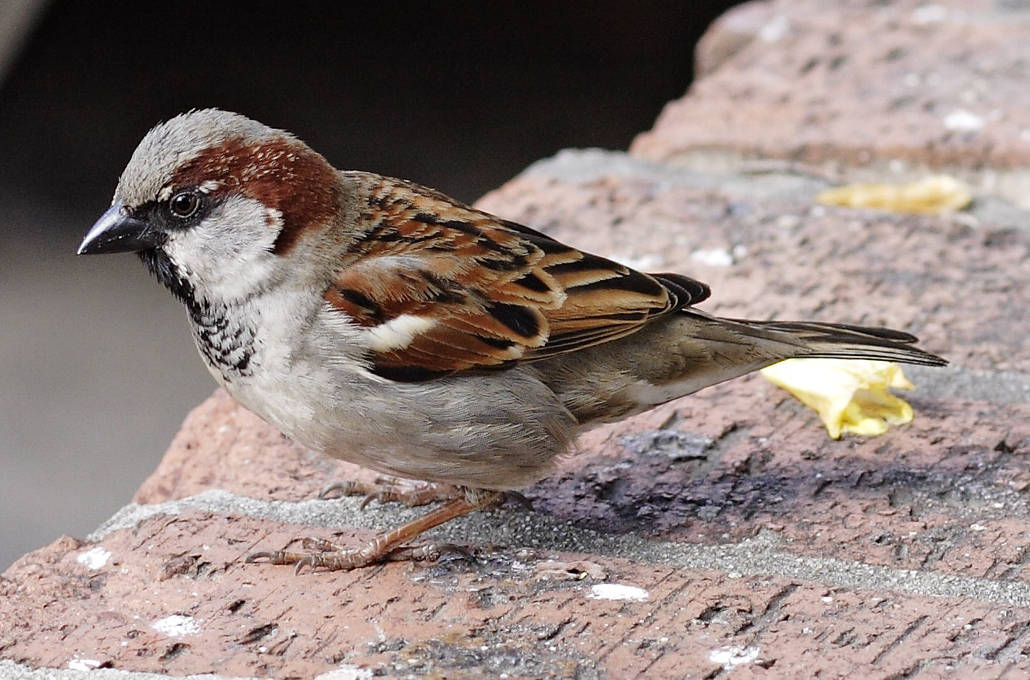
Um pardal
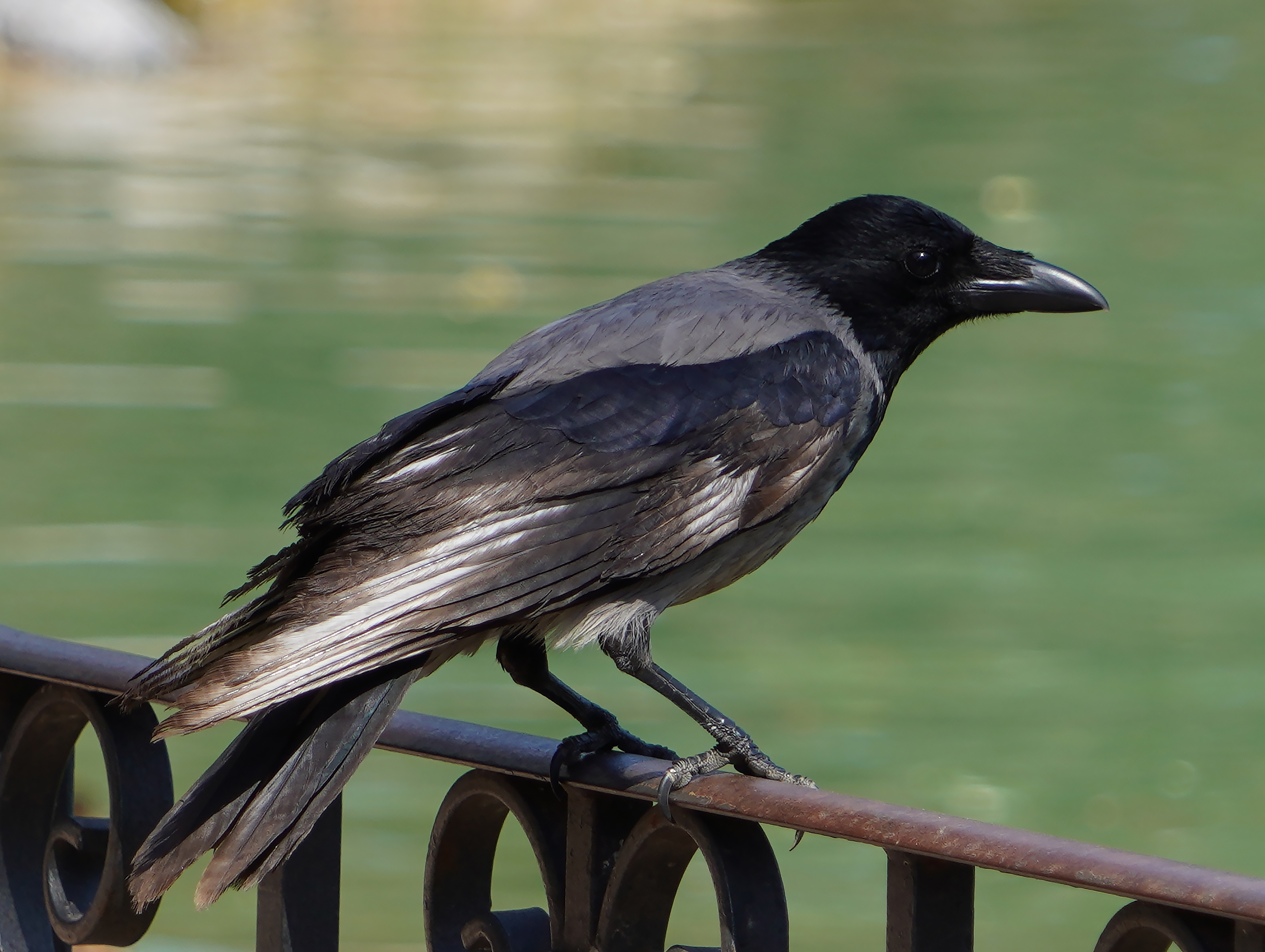
Uma gralha

Insetos e animais pequenos

Por toda a parte, e em número muito superior ao dos outros animais, os insetos e aracnídeos constitem uma parcela importante da fauna sueca. As joaninhas, os abelhões, as formigas e os besouros, fascinam muitas crianças. As moscas, os mosquitos e as aranhas despertam outros sentimentos nos adultos. As borboletas cativam pela sua beleza e pelo facto de não serem perigosas. As abelhas e as vespas fascinam e assustam.

Ao todo, existem mais de 25 000 espécies de insetos na Suécia.

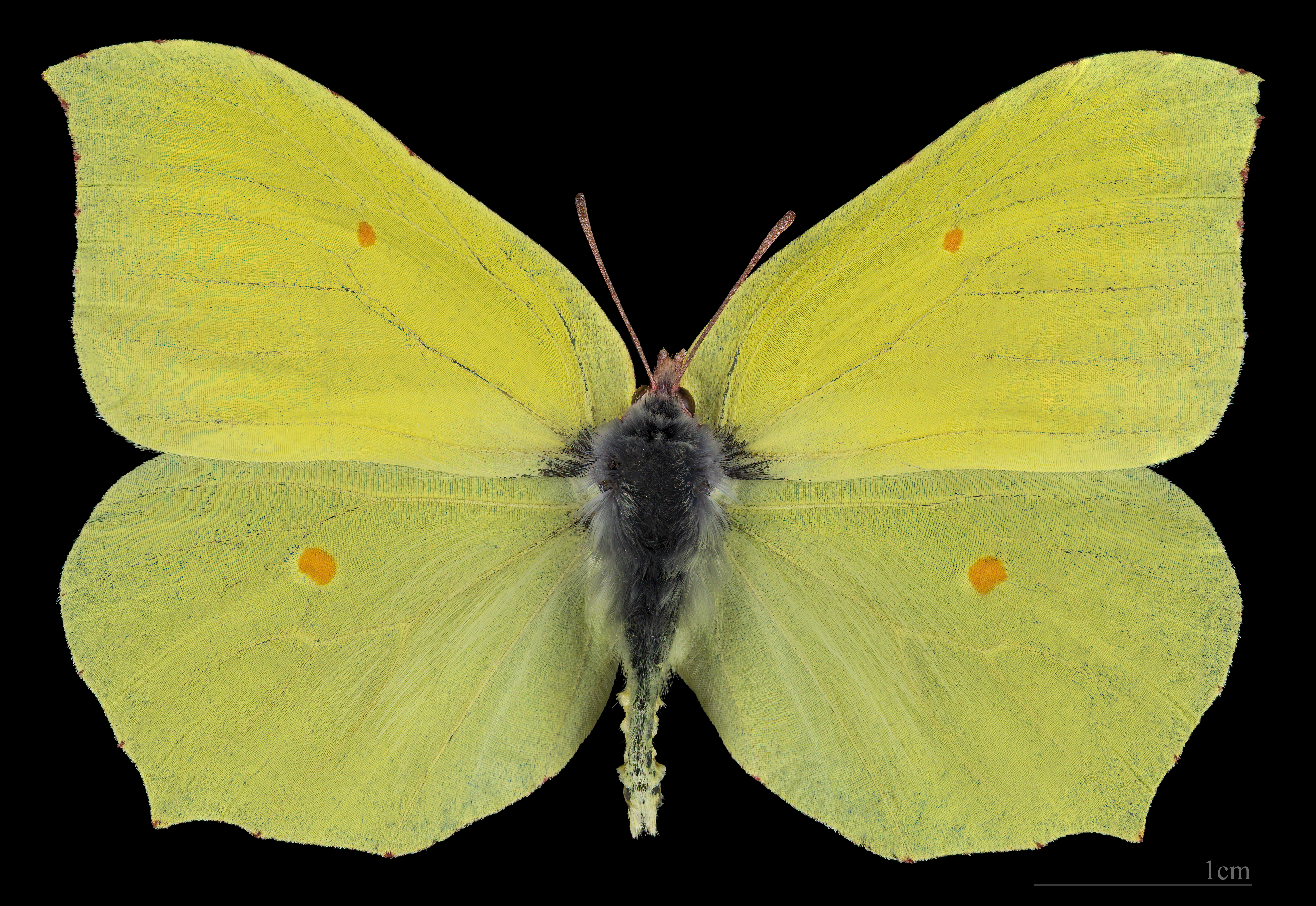
Uma borboleta-do-limão
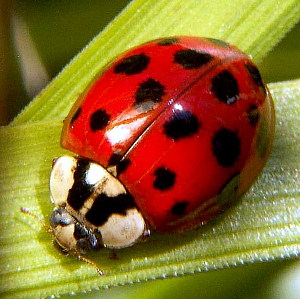
Uma joaninha
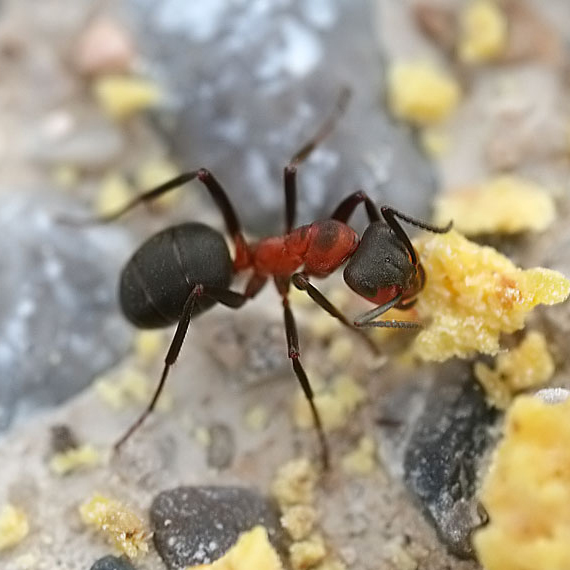
Uma formiga
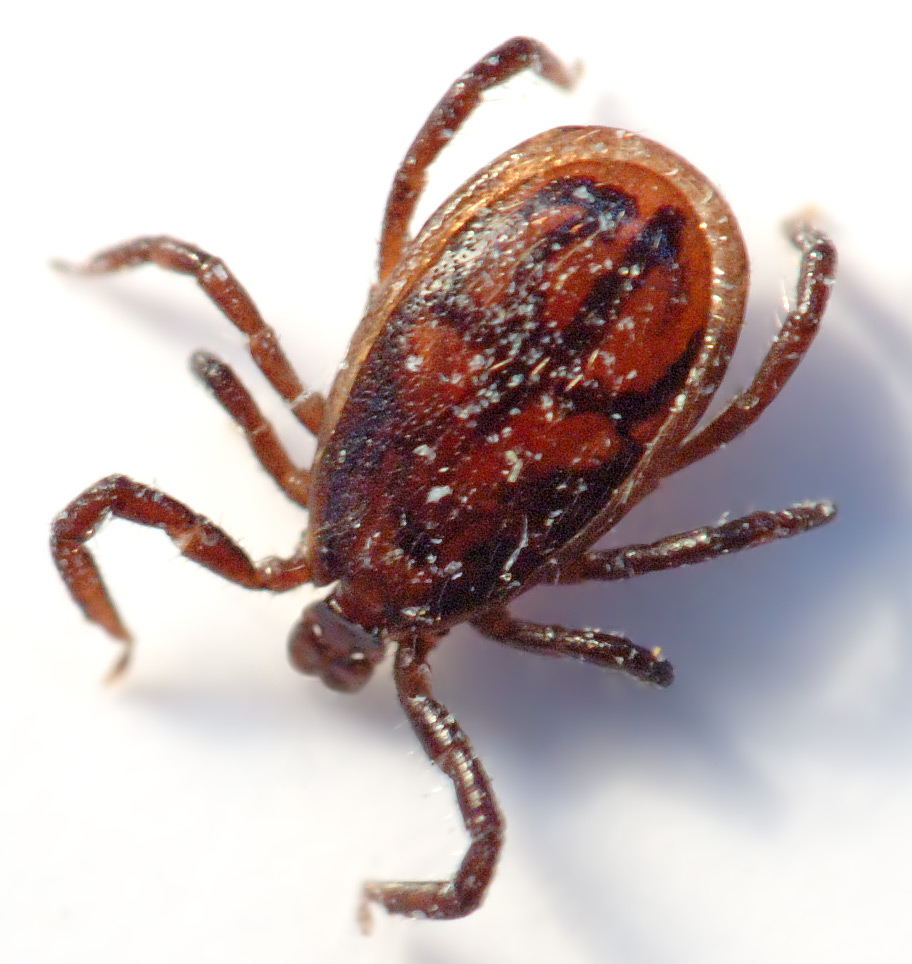
Uma carraça

Peixes

Nas águas da Suécia existem umas 30 espécies de peixes muito apreciadas pelos pescadores amadores, com destaque para a perca, o lúcio, o salmão, a pardelha-dos-alpes e a truta-marinha.
O tubarão-elefante habita sobretudo as águas da Costa Oeste (Västkusten).

Os pescadores profissionais capturam sardas, arenques do atlântico, arenques do báltico, salmões, bacalhaus, mexilhões

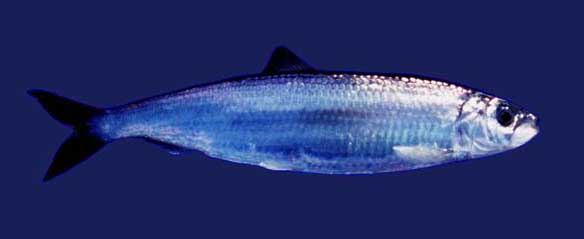
Um arenque
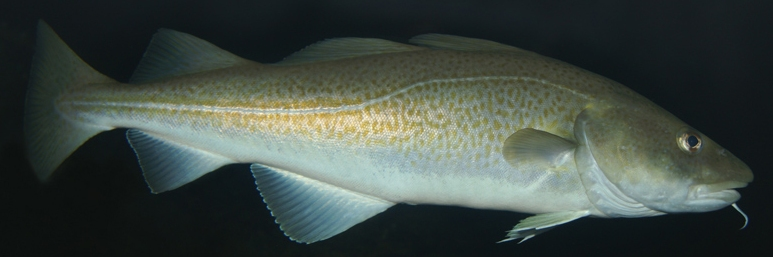
Um bacalhau
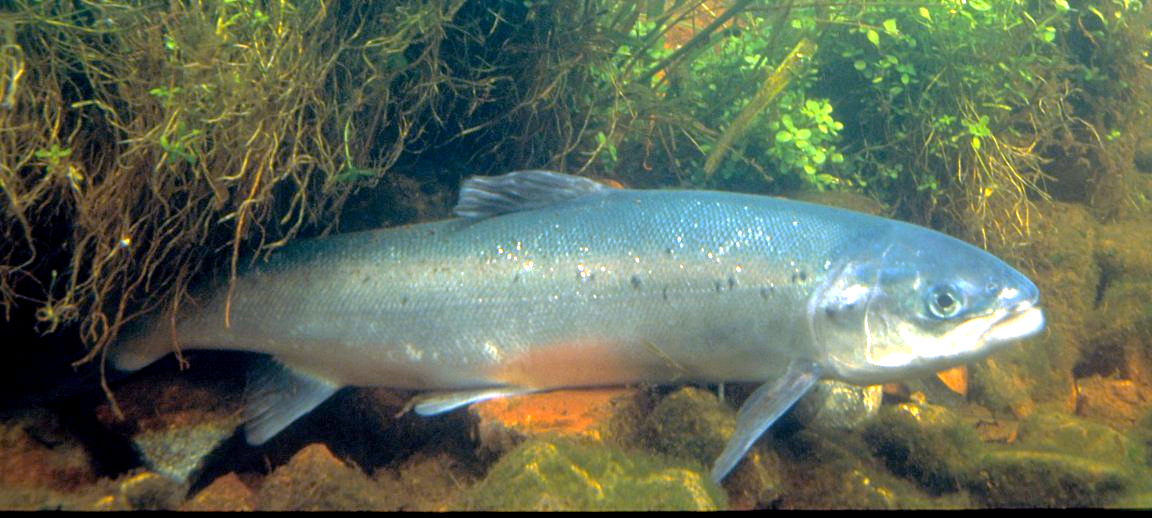
Um salmão do Atlântico
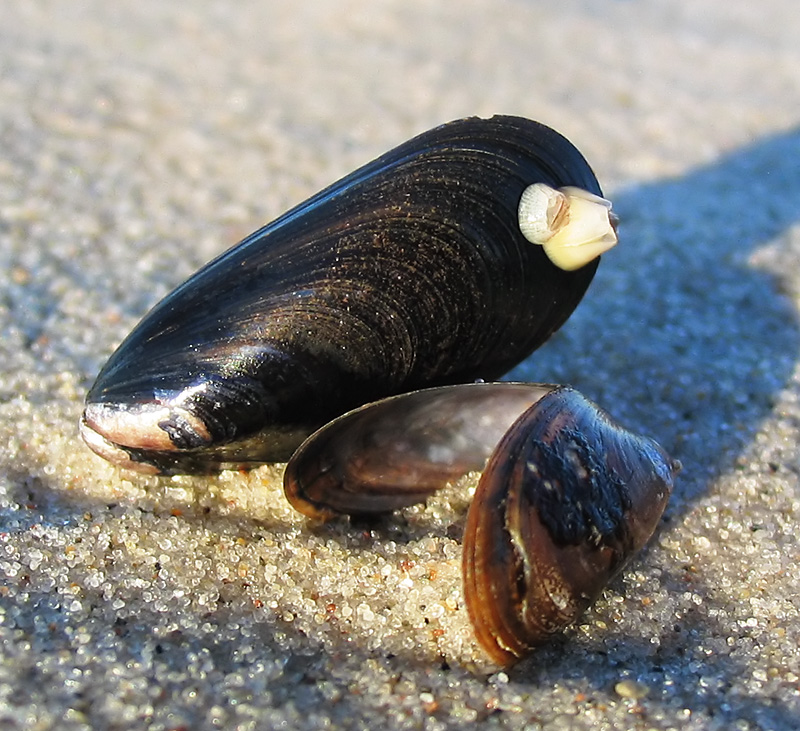
Mexilhão do Báltico

## Animais domésticos
Como animais domésticos de companhia estão sobretudo o cão e o gato, para além do coelho, do canário, e do porquinho-da-índia.

Como animais utilitários, usados sobretudo na pecuária com fins alimentares, estão a vaca, o porco, a galinha, o carneiro, a cabra, e o cavalo.

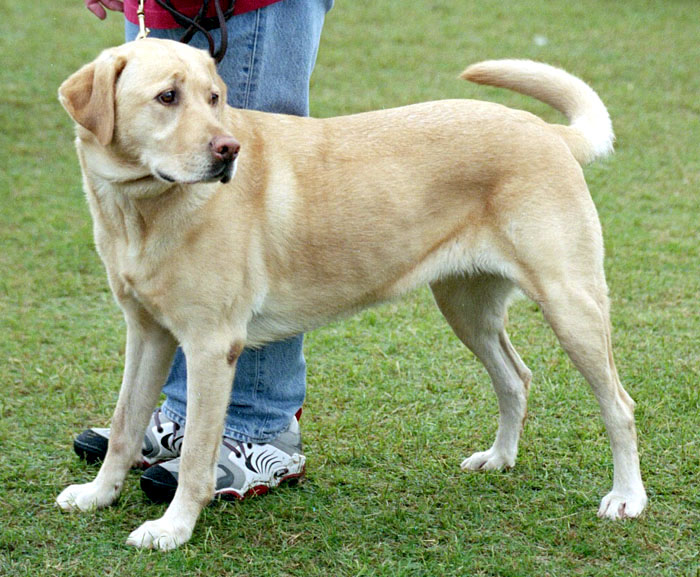
Um labrador
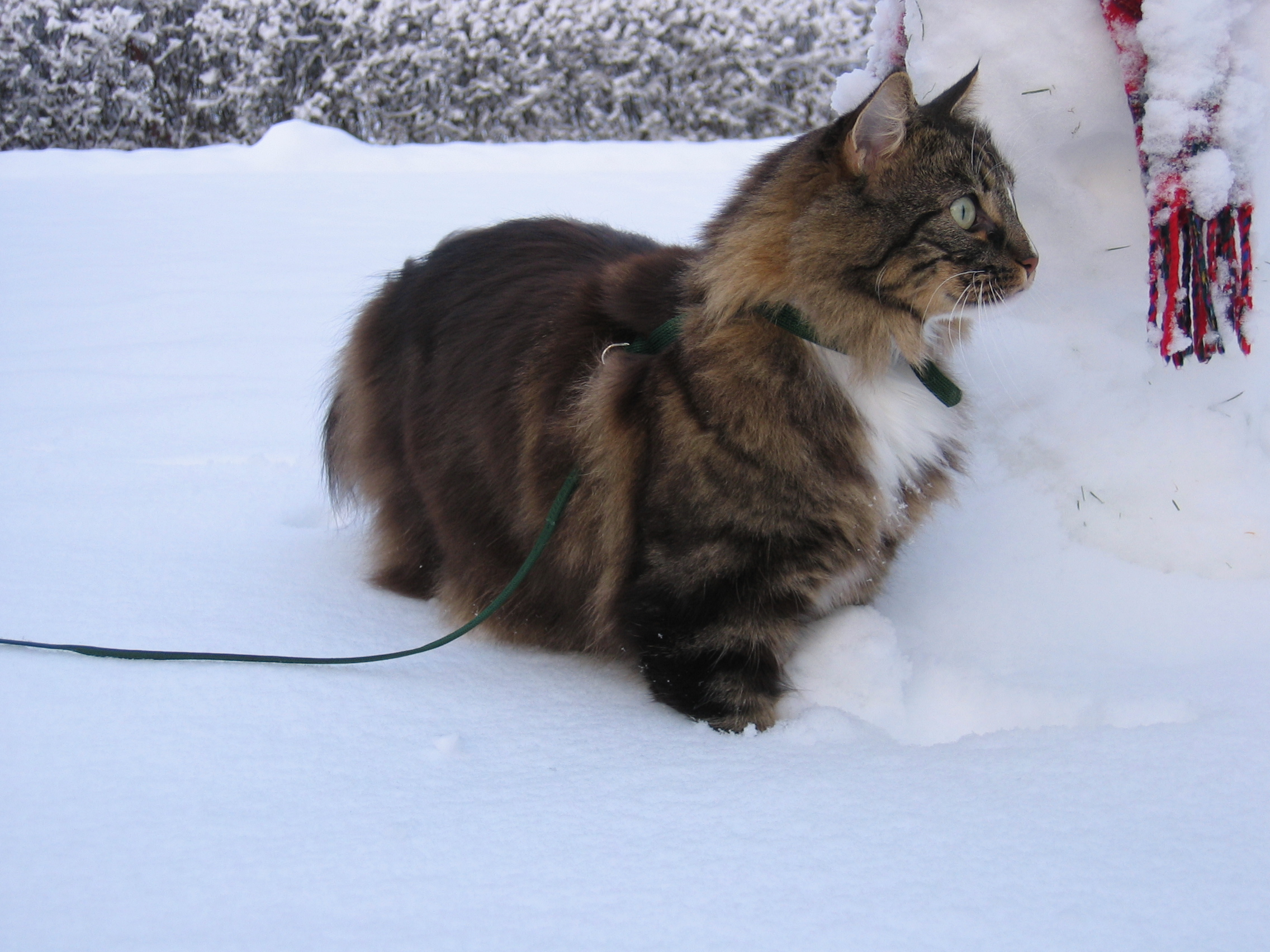
Um gato norueguês da floresta
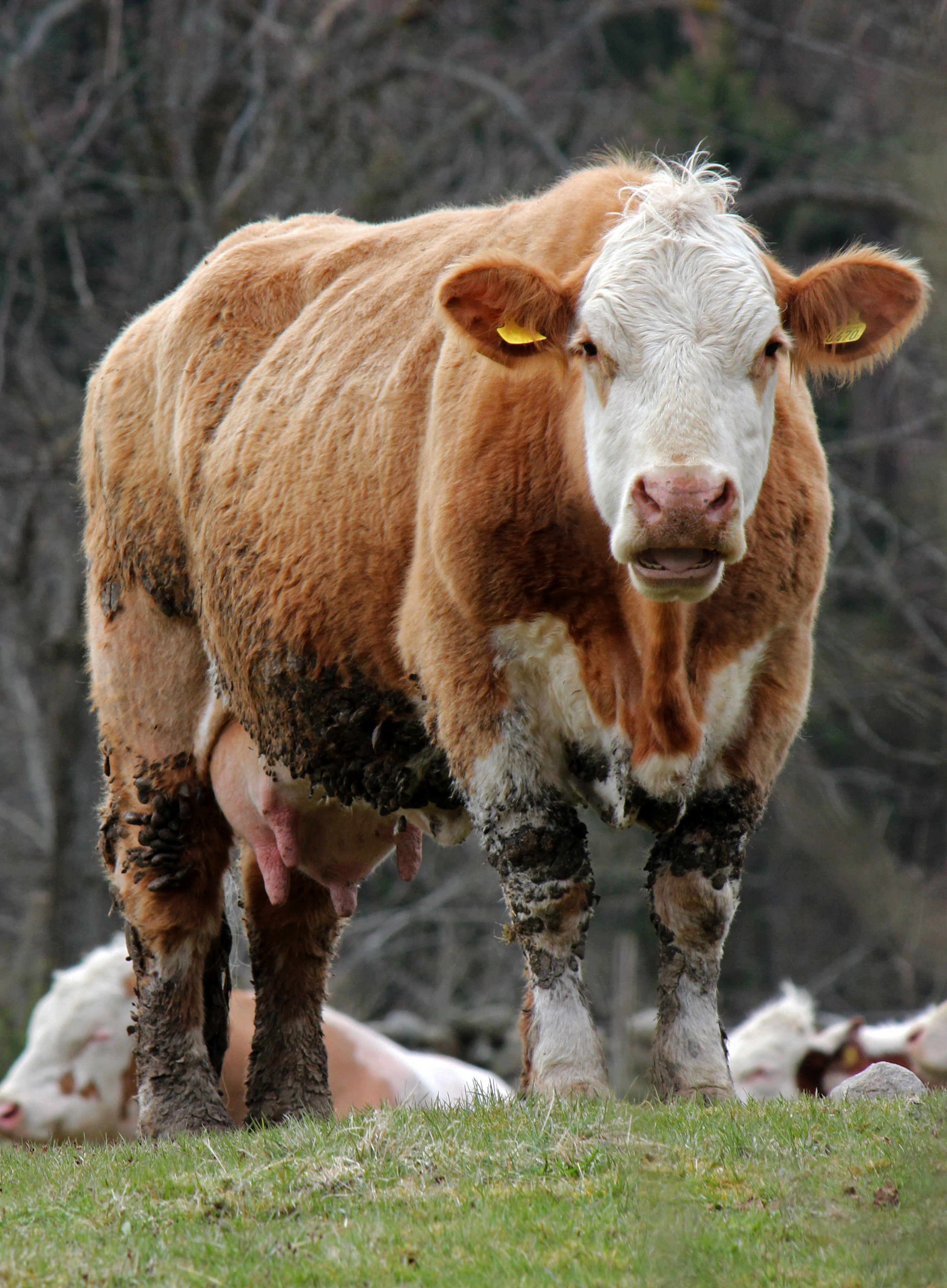
Uma vaca da Halland
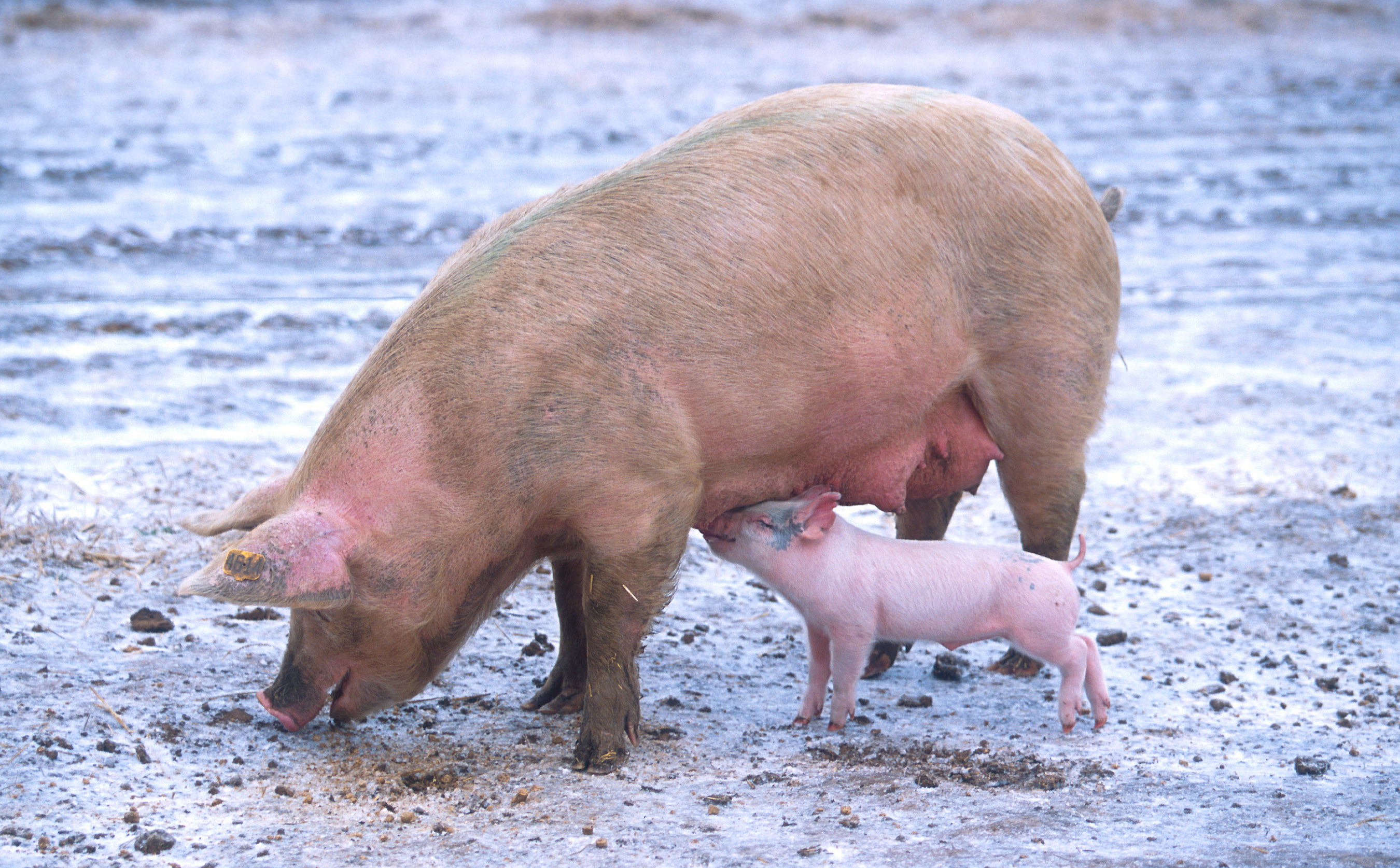
Uma porca com um filho

## Jardins zoológicos na Suécia
- Jardim Zoológico de Kolmården (Kolmårdens djurpark) - o maior parque zoológico da Escandinávia.
- Jardim Zoológico de Borås (Borås djurpark)
- Arca Nórdica (Nordens Ark) - parque zoológico que alberga animais em risco de extinção.[7]